# Filtració (revelació)

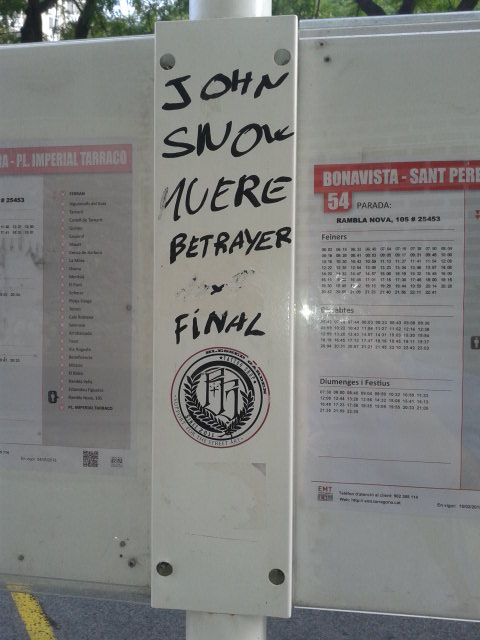
Filtració sobre el final d'una de les temporades de Game of Thrones en una parada d'autobús de Tarragona

S'anomena filtració el fet d'explicar totalment o parcial elements claus d'un llibre, una pel·lícula, una sèrie televisiva, etc. Té certa connotació pejorativa, ja que la filtració se sol fer servir per exposar la trama final d'una obra, normalment dins un ambient on la resta de membres no la coneixen.
Per avisar que una crítica o article conté informació important de la trama es diu que aquella crítica o article conté filtracions. D'aquesta manera, persones que tenien previst llegir el llibre, mirar la sèrie televisiva o pel·lícula, etc. saben que aquell text els pot revelar el final o bé part de la trama.
Generalment es fa servir la paraula anglesa spoiler, que ve de spoil, "fer(-se) malbé, espatllar(-se), esguerrar(-se)". Des del setembre del 2019, aquesta paraula procedent de l'anglès ha passat a ser acceptada com a correcta en català, com a "espòiler".
En els comentaris o crítiques relatives a obres artístiques, principalment les que pertanyen al gènere narratiu -cinema, literatura, videojocs, còmic, sèries televisives, etc.-, una filtració es refereix a la revelació d'alguna part de l'argument o de la trama. Marcelo Pisarro va escriure: «Spoiler és el nom de la informació no requerida que avança parts importants d'un relat de ficció, d'aquells elements que el semiòleg Roland Barthes, en Introducció a l'Anàlisi Estructural del Relat, el seu assaig de 1966, anomenava "funcions cardinals": els "nusos del relat que inauguren o conclouen una incertesa».
Tot i que gran part del públic mostra un fort rebuig als destripaments, hi ha gent que es posiciona a favor d'aquesta pràctica. Defensen la idea que un producte cultural té valor més enllà del factor sorpresa de la seva trama. Per tant, quan una creació artística és de qualitat, conèixer els girs argumentals de la seva trama no hauria de suposar un impediment per gaudir d'ella.

## Impacte psicològic
El 2011, Nicholas Christenfeld i Jonathan Leavitt de la Universitat de Califòrnia a San Diego, van dur a terme un experiment psicològic amb l'objectiu de demostrar si les filtracions disminueixen el gaudi d'una ficció. Per a la prova, cada voluntari va rebre una petita història amb finals inesperats. Durant la prova, a alguns voluntaris se'ls van revelar parts importants de la trama sense que ho sol·licitessin. La conclusió de l'experiment va ser que els subjectes que van llegir les revelacions van gaudir més l'obra que els subjectes als quals no se'ls va avançar al final.